# Fotbalový brankář

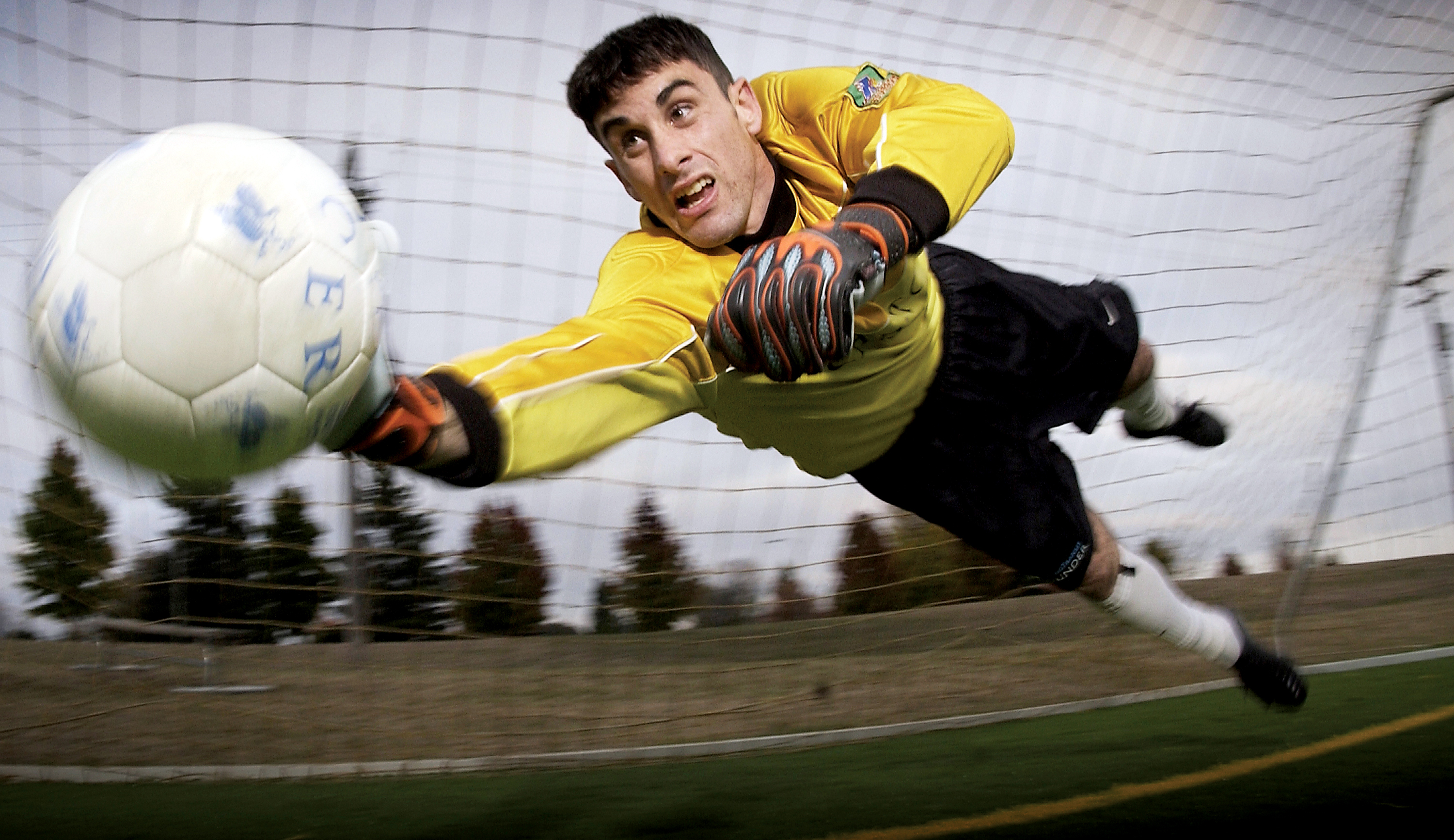
Fotbalový brankář v akci

Pojem fotbalový brankář definuje zvláštní postavení, práva a povinnosti jednoho předem vybraného fotbalisty z každého týmu na fotbalovém hřišti při fotbalovém utkání.

## Úkoly
Hlavním úkolem fotbalového brankáře je bránění vlastní brány před vstřelením gólu, obvykle gólu od protihráčů. Mezi jeho vedlejší úkoly patří i rozehrávání kopů z oblasti vápna (neboli pokutového území) a jeho okolí (například po útočném faulu protihráče či po offsidu) či také rozehrávání útočných akcí svého týmu.

## Pravidla
Brankář smí fotbalový míč uchopit do rukou a to pouze v prostoru vlastního pokutového území. Smí ale hrát po celém hřišti tak jako všichni ostatní hráči, může vstřelit i branku. Nesmí však míč do rukou uchopit mimo své pokutové území. Brankář je povinen při zápase mít dres odlišné barvy od ostatních hráčů v poli a také brankářské rukavice. Při nemožnosti sledovat hru z důvodu slunečního záření je povolena i čepice s kšiltem. Český brankář Petr Čech nosí po vážném zranění hlavy speciální ochrannou helmu na podkladě výjimky udělené orgány UEFA.

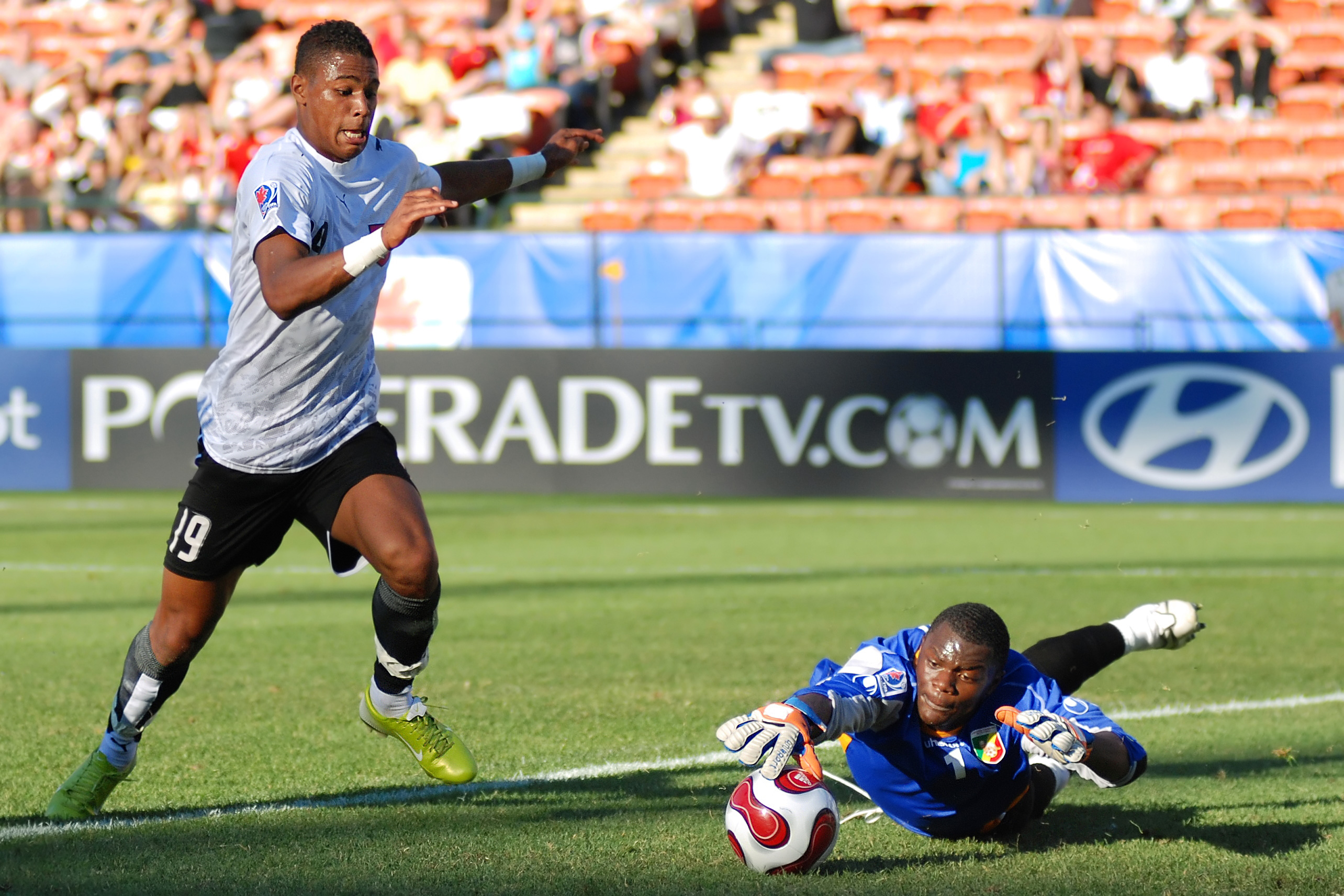
Fotbalový brankář Konga chytá šanci rakouskému útočníkovi Rubinovi Okotie během zápasu na Mistrovství světa ve fotbale hráčů do 20 let 2007.

Pokud již při hře bylo v týmu brankáře využito všech možností střídání a sám brankář je v takové situaci vyloučen či zraněn, nemůže být nahrazen jiným brankářem, do brány se v jeho dresu a jeho rukavicích musí postavit hráč z pole. Příklady takových situací:
- v roce 2002 byl zase při utkání Slavie Praha a Panathinaikosu Atény vyloučen gólman Radek Černý a zápas za něj pro nedostatek střídání dochytal záložník Richard Dostálek.
- fotbalový útočník Jan Koller dochytal za Borussii Dortmund zápas německé Bundesligy proti Bayernu Mnichov v sezóně 2002/2003. Během vypjatého zápasu byl ve druhém poločase vyloučen brankář Borussie Dortmund Jens Lehmann a do brány šel Jan Koller (za stavu 2:1 pro Bayern). Ten přes šance mnichovských hráčů po zbytek zápasu míč za svá záda nepustil a vysloužil si za to ocenění sportovního magazínu Kicker, jenž jej zařadil do sestavy kola Bundesligy (ne však jako útočníka, nýbrž na pozici brankáře).[1][2]
- 14. října 2006 při zranění obou brankářů Chelsea FC během utkání s Readingem v roce 2006 Petra Čecha a Carla Cudiciniho musel v bráně nahradit Cudicciniho obránce John Terry. Po lékařském vyšetření se zjistilo, že Petr Čech má proraženou lebku. Od té doby nosí ochrannou helmu.

## Zajímavosti
- jedním ze slavných brankářů, který způsobil ve fotbale menší revoluci, byl kolumbijský brankář René Higuita. Ten byl schopen zastat roli stopera či libera (termíny pro určité fotbalové obránce), mimo chytání dokázal založit útok, obehrát protihráče a nebyla mu cizí ani střelba gólů. S ním nastoupilo na hřiště mužstvo s 11 čistokrevnými fotbalisty, nikoli jen s deseti a brankářem.[3]

- Brazilec Rogério Ceni, dlouholetý hráč klubu São Paulo FC, je brankář s největším počtem vstřelených gólů. Počet již přesáhl 100 branek vstřelených z pokutových nebo přímých kopů.[4]

## Česká republika
Brankářskou reprezentační jedničkou je v současné době Tomáš Vaclík, po jeho boku pravidelně působí také Aleš Mandous a Jiří Pavlenka. Nejslavnější český gólman Petr Čech již kariéru ukončil. V zahraničních ligách působí také Tomáš Koubek.